# Уголовный кодекс Литовской Республики
Уголовный кодекс Литовской Республики (УК Литвы, лит. Lietuvos Respublikos baudžiamasis kodeksas, LR BK) — основной источник уголовного права Литвы, устанавливающий преступность и наказуемость деяний на территории Литвы.
Действующая редакция Уголовного кодекса Литвы была принята 26 сентября 2000 года, однако вступила силу лишь с 1 мая 2003 года, поскольку её вступление в силу было увязано с принятием и вступлением в силу комплекса нормативных актов, включавшего, помимо УК Литвы, Уголовно-процессуальный кодекс, Кодекс исполнения наказаний и Кодекс об административных правонарушениях. В. В. Лунеев отмечает, что такое одновременное введения в действие концептуально согласованного законодательства, регулирующего смежные сферы отношений, является заслуживающим серьёзного внимания.

## Структура кодекса
Кодекс состоит из Общей (главы I—XIV) и Особенной частей (главы XV—XLVI). В Общей части рассматриваются основные понятия уголовного законодательства, устанавливаются основания уголовной ответственности и освобождения от неё, общие положения об уголовном наказании и освобождении от него, иных мерах уголовно-правового характера и принудительных мерах лечения, а также особенности уголовной ответственности несовершеннолетних.
Особенная часть включает в себя статьи, описывающие составы конкретных преступлений. Структура Особенной части отражает иерархию ценностей, охраняемых уголовным законом: на первом месте стоят преступления против человечности и военные преступления, затем государственные преступления, и лишь затем преступления против личности, экономики и общественных интересов.
Отмечается, что Особенная часть состоит из достаточно большого числа глав, что связывается со стремлением законодателя конкретизировать содержание родовых объектов, облегчая установление непосредственного объекта.
1 мая 2004 года, с вхождением Литвы в состав ЕС, кодекс был дополнен приложением, озаглавленным «Законодательные акты ЕС, имплементированные Литвой».

## Особенности кодекса
Кодекс значительно отличается от предшествовавшего ему УК Литовской ССР (примерно 90% норм были изменены) и большинства уголовных кодексов постсоветского пространства. Многие нормы заимствованы из кодексов государств Западной Европы.
Устанавливается, что обратная сила придаётся лишь более мягкому уголовному закону, однако указывается, что независимо от этого обратную силу имеют нормы о геноциде, за запрещаемом международным правом обращении с людьми, убийстве людей, охраняемых международным гуманитарным правом, депортации гражданских лиц оккупированного государства, причинении вреда здоровью, пытке или ином бесчеловечном обращении с лицами, охраняемыми международным гуманитарным правом, принудительном использовании гражданских лиц или военнопленных в вооруженных силах противника, за запрещенной военной атаке (ст. 3).
Кодекс предусматривает деление общественно опасных деяний на преступления и уголовные проступки. За преступления предусмотрено наказание в виде лишения свободы, за проступки — арест и более мягкие наказания (ст. 11, 12).
Субъектами уголовной ответственности могут являться не только физические, но и юридические лица. Юридические лица несут ответственность за деяния физических лиц, совершённые в пользу или в интересах юридического лица, если это лицо действовало индивидуально или по поручению юридического лица, либо в силу своих служебных обязанностей имело право представлять юридическое лицо, принимать решения от имени юридического лица или контролировать деятельность юридического лица (ст. 20). Ответственность юридического лица наступает и в том случае, если его сотрудник совершил преступные деяния в пользу данного лица вследствие недостаточного присмотра или контроля за ним. Юридическому лицу может быть назначено наказание в виде штрафа, ограничения деятельности и ликвидации. При этом одновременно привлекаются к ответственности и физические лица, которые совершили, организовали, подстрекали или содействовали совершению преступного деяния.
Расширены пределы необходимой обороны: ненаказуемо причинение вреда, совершенное в состоянии сильного замешательства или испуга, вызванного опасным посягательством, или при защите от вторжения в жилище.
В главе IX кодекса («Средства уголовного воздействия и их назначение») предусмотрены иные меры уголовно-правового характера, применяемые к совершеннолетним лица, освобождаемым от уголовной ответственности или наказания: запрещение пользования специальным правом; возмещение или заглаживание имущественного вреда; безвозмездные работы; взнос в фонд лиц, пострадавших от преступлений; конфискация имущества.
Большинство составов построено по формальной модели (то есть, не требуется установление наступления конкретных опасных последствий для привлечения лица к ответственности).
Устанавливается уголовная ответственность за коллаборационизм (ст. 120): гражданин Литовской республики, который способствовал в условиях оккупации либо аннексии структурам незаконной власти при утверждении оккупации либо аннексии, подавлении сопротивления жителей Литвы либо иными способами помогавший незаконной власти действовать против Литовской республики, наказывается лишением свободы на срок до пяти лет.
В УК Литвы отсутствует состав грабежа: открытое ненасильственное похищение чужого имущества считается кражей, а любое насильственное хищение — разбоем (ст. 178, 180).
В кодекс регулярно вносятся изменения, отражающие изменения регулируемых им общественных отношений и появление новых видов и форм общественно опасных деяний.